# イランエアツアーズ945便着陸失敗事故
イランエアツアーズ945便着陸失敗事故（イランエアツアーズ945びんちゃくりくしっぱいじこ）とは、バンダレ・アッバース国際空港からマシュハド国際空港へ向かっていたイランエアツアーズ（イラン航空の子会社）のTu-154旅客機が着陸時に火災が発生し着陸に失敗した航空事故である。当初は事故の情況や被害に対する報道が錯綜し混乱した。

## 事故の概要
2006年9月1日、イラン国内線として運航されていたイランエアツアーズ945便はツポレフTu-154旅客機（機体記号EP-MCF、1988年製造）で運航されていた。バンダレ・アッバース国際空港を出発しマシュハド国際空港へ着陸しようとしていたが、現地時間午後1時45分ごろ着陸に失敗し炎上した。この事故で乗員11名、乗客137名の合わせて148名のうち乗客28名が死亡し、30名が負傷した。
事故の背景にアメリカの経済制裁のために、かつてイランが購入したアメリカ製及びヨーロッパ製の旅客機の機体が老朽化しており、代わって事故機のように旧ソ連のツポレフなどが生産した中古旅客機が投入されていることが指摘されている。これらの中古機の基本設計は1960年代のものであり、現在生産されている旅客機に比べ安全性が著しく低いとされている。イラン国内では航空事故が度々発生しており、イランエアツアーズの別のTu-154も2002年に119人が犠牲になる事故（イランエアツアーズ956便墜落事故）を起こしている。そのためイラン政府は事故が発生するたびにアメリカ政府の制裁を非難してきた。
ちなみにイランの核開発問題に関して、イランが核開発を放棄するよう求め欧米6ヶ国がイランに提示した包括見返り案のなかに民間航空機禁輸の解除が盛り込まれていたが、イラン側が拒否したため、当面この事故の背景が解消される見通しは立っていないといえる。
なお、事故発生時にはイラン国営放送が死者数を約80名と伝えたり、事故の発生状況も車輪が破裂して火災が発生したと報道していたが後には主翼が滑走路に衝突して炎上したなどさまざまな情報が錯綜している。なおマシュハドはイスラム教シーア派の聖地であり、イラン国内でも多くの巡礼者が訪れることで有名である。